# بيل كلارك (كاتب)
بيل كلارك (بالإنجليزية: Bill Clark)‏ هو كاتب سيناريو أمريكي، ولد في 20 مايو 1944 في سانت جونز في كندا.

## وصلات خارجية
- بيل كلارك على موقع IMDb (الإنجليزية)
- بيل كلارك على موقع قاعدة بيانات الفيلم (الإنجليزية)
- بيل كلارك على موقع كينوبويسك (الروسية)